# Phlyctenosis vicina
Phlyctenosis vicina är en skalbaggsart som först beskrevs av Waterhouse 1880.  Phlyctenosis vicina ingår i släktet Phlyctenosis och familjen långhorningar.
Artens utbredningsområde är Madagaskar. Inga underarter finns listade i Catalogue of Life.